# Anglo-arabe français
Vous lisez un « article de qualité » labellisé en 2013.
Pour les articles homonymes, voir Anglo-arabe (homonymie).
L’Anglo-arabe français est une race de chevaux de selle à sang chaud, issue comme tous les Anglo-arabes du croisement entre un Pur-sang et un Arabe. Les premiers croisements débutent vraisemblablement à la fin du XVIIIe siècle. Ils sont ensuite pratiqués au Haras national du Pin durant les années 1840, puis étendus à deux races autochtones du Sud-Ouest français, dans le Limousin et le Midi.
Par définition, l'Anglo-arabe français est morphologiquement peu homogène, l'importance d'origines des deux races parentes influant grandement sur le modèle. Il est néanmoins caractérisé par ses allures, sa légèreté, son adresse, son courage et sa forte personnalité. Plusieurs appellations existent au sein de la race française, permettant de distinguer la part plus ou moins importante d'origines arabes chez l'animal, et la présence ou pas d'autres courants de sang mineurs : Anglo-arabe, Anglo-arabe de complément, Anglo-arabe de croisement et demi-sang Anglo-arabe. L'abréviation officielle est AA, mais il est fréquemment surnommé « anglo ».
L'Anglo-arabe reste particulièrement représenté dans le sud-ouest de la France. Cette race s'est fait connaître pour ses performances sportives, en saut d'obstacles jusqu'aux années 1980, et depuis, en concours complet d'équitation. Des courses spéciales, de plat et d'obstacles, lui sont réservées dans différents pays du bassin méditerranéen. Si son élevage pour les courses est resté relativement stable en France depuis une vingtaine d'années, l'élevage de sport traverse une crise. Les nouvelles naissances ont fortement chuté dans les années 2000, au point qu'il est considéré comme « menacé ».

## Dénomination
L'hippologue et directeur de haras Eugène Gayot a longtemps été considéré comme l'inventeur de la race et du nom d'« Anglo-arabe ». En 1850, il écrit que le haras de Pompadour a créé de toutes pièces le « pur-sang Anglo-arabe », qui s'appellera plus tard « pur-sang français », défini comme une race particulière, essentiellement répertoriée dans le Midi et le Limousin. S'il généralise le nom « d’Anglo-arabe », notamment dans ses ouvrages, et le rend générique, ce nom est employé antérieurement dans la région. Il figure notamment dans un bulletin en 1846. L'emploi du nom d'Anglo-arabe reste occasionnel dans les années 1850, puis est officialisé en 1861. La terminologie « pur-sang français » est abandonnée. De nos jours, l'Anglo-arabe est souvent appelé familièrement « l'anglo ».
La race de l'Anglo-arabe français, nommée à l'international french anglo-arab, est considérée comme étant d'origine française, mais les croisements entre Pur-sang et Arabe ont été et sont toujours pratiqués dans bon nombre de pays, sous d'autres noms. L'Hispano-arabe (en Espagne), le cheval de Pleven (en Bulgarie) et le Trakehner allemand sont très proches de l'Anglo-arabe français, dont ils partagent les qualités. En Sardaigne, l'Anglo-arabe sarde a été créé par le même type de croisements, tout comme en Russie l'Orlov-Rostopchin et le Strelets.

## Histoire
L'Anglo-arabe français  est issu du croisement de deux races de chevaux, l'Arabe et le Pur-sang. Bien que ce type de croisement soit pratiqué dans de nombreux pays du monde, la sélection pratiquée en France au XIXe siècle a atteint un degré d'excellence tel que l'Anglo-arabe y possède un statut de race à part entière, ce qui n'est pas le cas dans la plupart des autres pays où ce type de croisement a été pratiqué. De ce fait, l'Anglo-arabe est considéré, avec le Selle français, comme l'une des deux grandes races de chevaux de selle à sang chaud d'origine française.
L'histoire de l’Anglo-arabe français est liée à la politique menée par l’administration des haras français au cours du XIXe siècle. Si des tentatives de croisement ont eu lieu dans la région de Tarbes et dans le Limousin, menant notamment à la naissance du « cheval tarbais », c’est sous la direction de Raoul de Bonneval, puis d’Antonin Laurent Chébrou de Lespinats et d’Eugène Gayot, que la race est créée et prend son essor. Destiné un premier temps à la remonte militaire, l'Anglo-arabe français a très vite été orienté vers les courses. Il faut attendre le XXe siècle pour voir les premiers chevaux de sport.

### Prémices
Les premières tentatives connues de croisement entre Pur-sang et Arabe, en France, sont réalisés à la fin du XVIIIe siècle, grâce aux haras nationaux. La création de haras à Tarbes et à Pau en 1806 vise à fournir les armées de Napoléon Ier. Ces haras sont approvisionnés en animaux de race Barbe, Andalou et Arabe, ils pratiquent de nombreux croisement qui inspirent aussi les éleveurs privés de la région. Napoléon est particulièrement séduit par les qualités de la race Arabe.
En 1806, cinq étalons et cinq juments Arabes venus d'Égypte sont envoyés à Pompadour. Leur présence conduit à la naissance de l'Anglo-arabe du Limousin. Au haras de Tarbes, une sélection d’étalons Arabes (mais aussi turcs et persans) est importée dans le Béarn et la Navarre, puis croisée avec ce qui reste de l'ancienne jumenterie navarrine. C’est ainsi que naît le « cheval tarbais » ou « tarbéen », un cheval élancé et endurant, excellent en trait léger et pour la selle. Il possède la taille requise pour la cavalerie légère, mais dépasse rarement 1,52 m. Il est possible que des Anglo-arabe soient nés dans la région du Limousin sans être répertoriés, puisque les statistiques du département attestent de la présence du Pur-sang dès 1778, et de l'Arabe à partir de 1789.

### Création et développement de la race auXIXesiècle

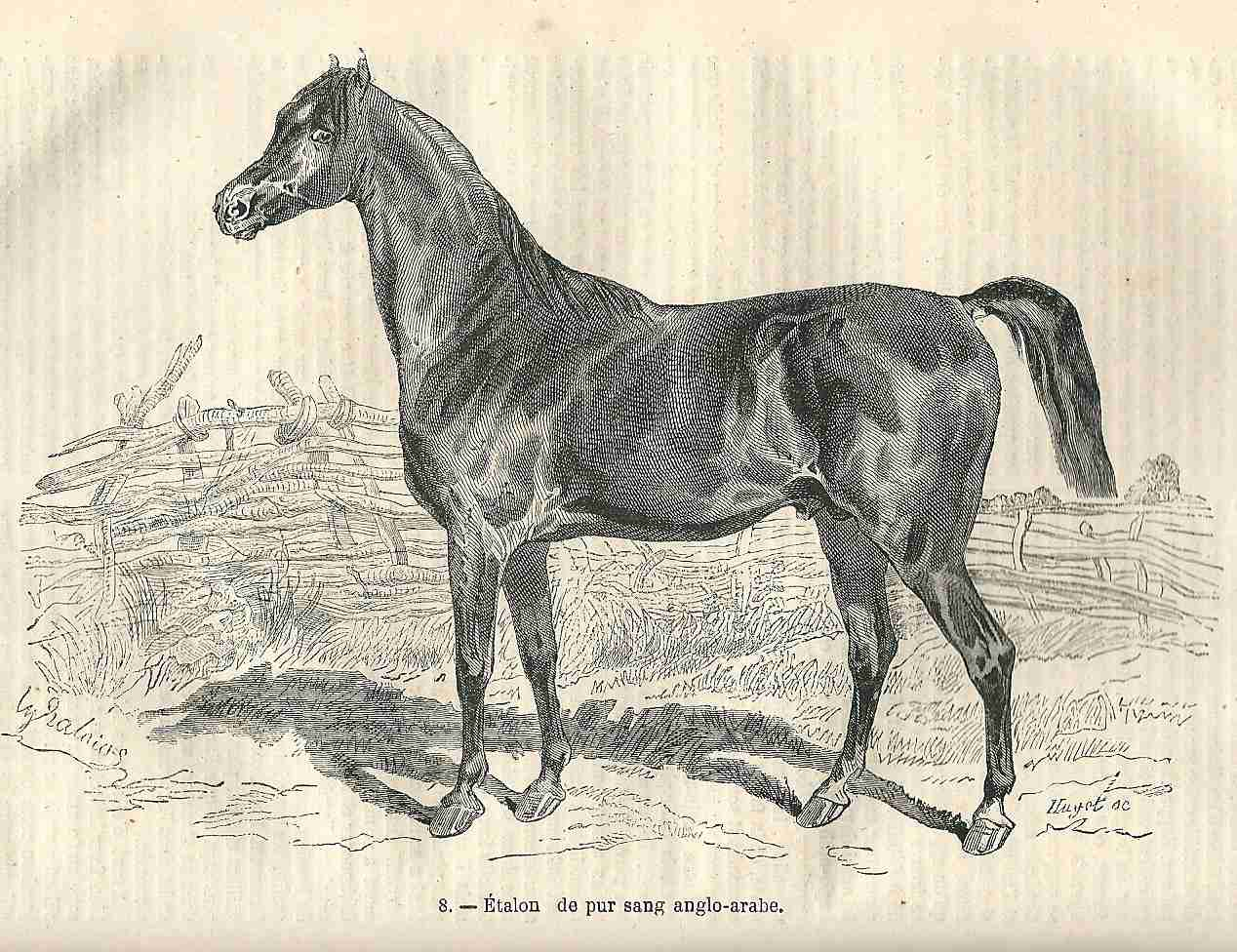
Gravure d'un étalon Anglo-arabe dans l'encyclopédie pratique de l'agriculteur, publiée par Firmin-Didot et Cie, tome 5, 1877.

#### Raoul de Bonneval
Sous l’impulsion de l’administration des haras nationaux, la race Anglo-arabe voit véritablement le jour durant la première moitié du XIXe siècle, vers les années 1840. Raoul de Bonneval croise le Pur-sang, connu pour sa vitesse, et le cheval Arabe, classique améliorateur. Il utilise pour cela deux étalons Arabe, Massoud et Aslan, cheval turc, ainsi que trois juments Pur-sang importées d’Angleterre, nommées Selim Mare, Dear et Comus Mare,. Leurs trois filles Delphine, Galatée et Danae, puis leurs descendantes Agar et Quine, sont les génitrices de la première race de chevaux de sport en France. La première jumenterie Anglo-arabe naît au haras du Pin. Le haras de Rosières-aux-Salines compte lui aussi à la même époque plusieurs sujets issus de tels croisements. Amenés à Pompadour, ces chevaux sont à la base du développement véritable de la race Anglo-arabe.

#### Eugène Gayot et Antonin Laurent Chebrou de Lespinats
Le développement de la race est surtout le fait d’Eugène Gayot, directeur des haras du Pin et de Pompadour, qui encourage la production dans ce sens. Il pense que l’Anglo-arabe croisé avec les races autochtones (limousines et tarbaises) doit produire « un cheval moyen qui ne soit ni l’arabe, ni l’anglais qui, tout en s’approchant de l’un et ne s’écartant pas trop de l’autre, n’ait pourtant ni les exigences de celui-ci, ni l’insuffisance de celui-là. ». Le cheval Arabe est en faveur dans les années 1830, en raison de la conquête de l'Algérie par la France, qui entraîne une redécouverte de cette race largement mise à contribution à l'époque napoléonienne. De plus, le Sud de la France est considéré comme une région idéale pour l'élevage de tels chevaux. Eugène Gayot affirme la supériorité des étalons Anglo-arabe sur les autres races locales du Sud-Ouest, disant dans ses ouvrages qu'ils « remplacent avec avantage les demi-sang arabes et les chevaux navarrins purs ».
De la même manière, Antonin Laurent Chebrou de Lespinats prend en charge la production des étalons Arabe Massoud et Nichab depuis leur arrivée du haras du Pin, et s'occupe en 1833 de précieuses juments Arabe importées depuis la Hongrie. Grâce à ses échanges de reproducteurs, il permet le développement de l'élevage privé dans la région du Sud-Ouest, où l'Anglo-arabe se répand peu à peu.

#### Sélection et développement

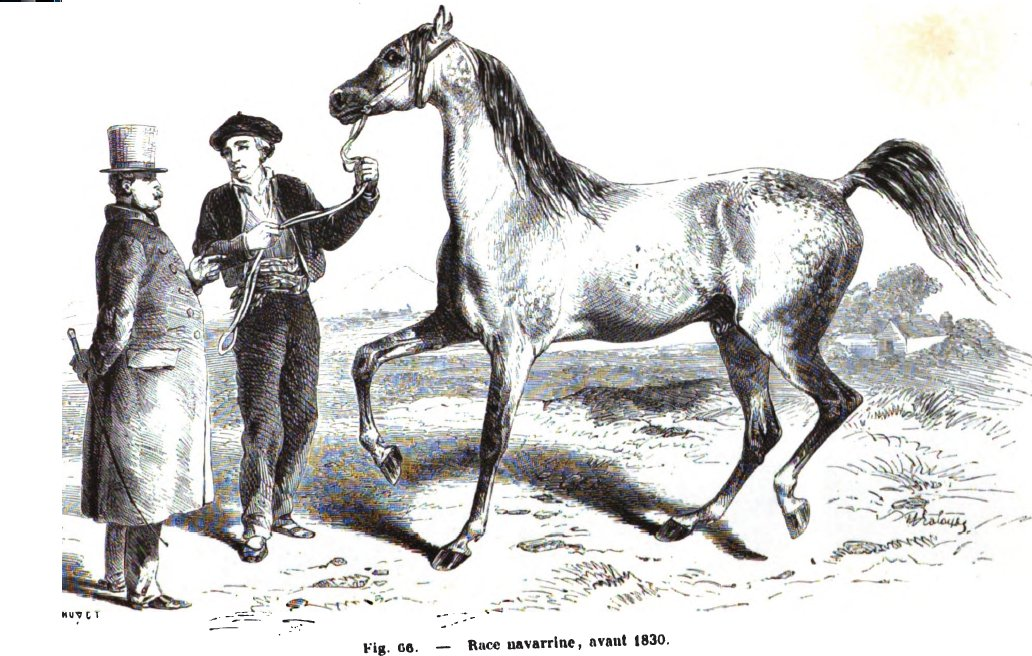
Le cheval navarrin est l’une des races autochtones croisées au XIX pour produire de l’Anglo-arabe.

La race rencontre peu de succès dans un premier temps, puisqu'elle n'intéresse qu'un faible nombre d'éleveurs, généralement issus de familles fortunées. Les premières productions sont orientées vers le cheval de courses et le cheval de luxe,.
D'autre part, la concurrence de l'Anglo-normand, un cheval carrossier, pousse nombre d'éleveurs à tenter des croisements avec ce dernier, et les détourne de l'Anglo-arabe. Le libéralisme économique fait que l'État se désengage peu à peu de la production. En 1861, la jumenterie de Pompadour (avec 46 juments et pouliches de la race) est fermée, l'initiative privée étant considérée comme suffisante. C'est à la même époque que les premières courses réservées aux Anglo-arabe sont organisées dans le Sud-Ouest.
La réforme des haras entreprise à travers la loi du 29 mai 1874 entraîne un développement de l'élevage d'Anglo-arabe à destination de la cavalerie légère. Le haras national de Pau-Gelos près de Pau, puis, à partir de la deuxième moitié du XIXe siècle, le Limousin, ont contribué à la sélection de ce cheval : un groupe de juments originaires de Tarbes et du Limousin y est accouplé avec des étalons Pur-sang et Arabe.

##### Dans le Palois et près de Tarbes
Le Pur-sang puis l'Arabe ont été utilisés sur le cheval navarrin, une race aux origines espagnoles ayant un petit modèle, plutôt plat, mais d’une grande robustesse. Le cheval navarrin est absorbé par l'Anglo-arabe, en particulier au haras de Tarbes. Le programme d'élevage s'achève officiellement en 1852, mais la race locale garde quelque temps son nom de « cheval de la Navarre ». Les registres du dépôt d'étalons de Tarbes, soigneusement tenus, donnent une idée précise du développement de l'Anglo-arabe et de la disparition du cheval navarrin. En 1830, il compte six étalons Pur-sang, cinq Arabe, vingt-trois arabes croisés et dix-neuf étalons de l'ancienne race navarrine. Vingt ans plus tard, en 1850, les étalons navarrins « purs » ont tous disparu, le haras compte vingt-cinq Pur-sang et vingt-sept Arabe.

##### Dans le Limousin
Dans le Limousin, la forte demande en chevaux de cavalerie ne s'accorde pas avec les choix des garde-étalons des haras, qui privilégient le Pur-sang. La création de courses hippiques à Pompadour à partir de 1820 est une motivation pour reprendre l'élevage dans la région. Des croisements de type Anglo-arabe sont réalisés avec le cheval limousin qui, lui aussi imprégné de sang espagnol, est plus grand et étoffé que le navarrin. Le haras de Pompadour compte de moins en moins de chevaux limousins au profit de l'Anglo-arabe. Parallèlement, les éleveurs de la région emploient de plus en plus de croisements avec le Pur-sang. De nos jours encore, les Anglo-arabe du Sud-Ouest sont plus légers dans le modèle que ceux de souche limousine, qui ont plus de taille et de cadre. Des juments nivernaises et normandes ont aussi été utilisées pour produire de l'Anglo-arabe dans cette région.

##### Codification et fixation

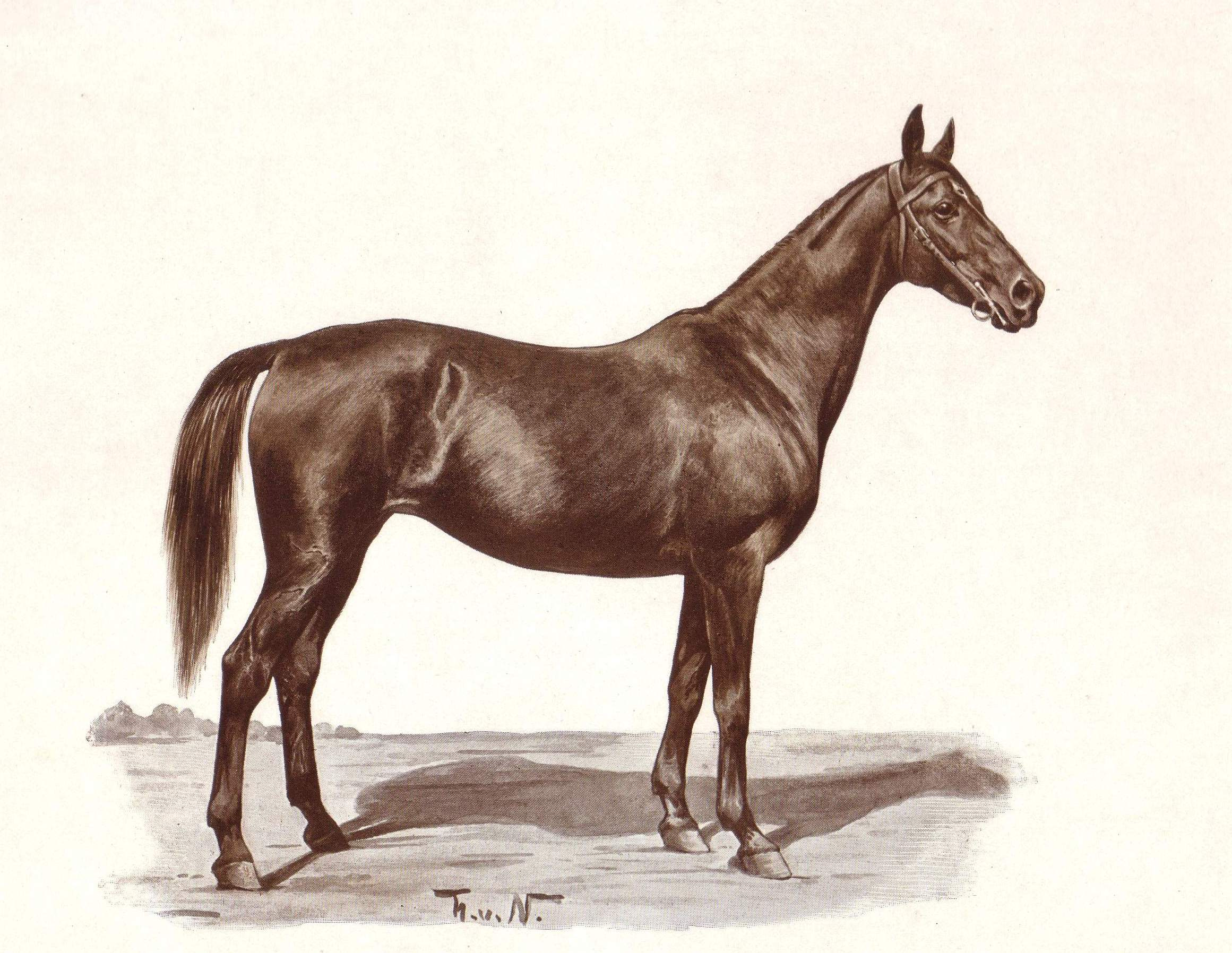
Belle de jour, jument Anglo-arabe née en 1892.

En 1833, le stud-book français de l’Anglo-arabe est créé pour inscrire des chevaux Pur-sang, Arabe, et Anglo-arabe. En 1861, un arrêté définit comme « Anglo-arabe » les chevaux issus d'un géniteur Arabe. Une loi du 29 mai 1874 fixe le montant des encouragements à la race et le programme de sélection pour les courses, favorisant les meilleurs performers. Cette sélection est assez proche de celle qui est définie pour la race du Pur-sang par le Jockey Club. Cette loi fait du Limousin l'une des principales régions productrices.
Dès 1880 est exigée la règle des 25 % de sang Arabe pour être reconnu Anglo-arabe,. Le 15 mars 1893, un arrêté impose aux étalons de la race participant aux courses spéciales réservées ce minimum des 25 % de sang, étendu à tous les sujets d'élevage le 30 janvier 1894. Entré en 1894 aux haras nationaux, l'étalon Prisme contribue fortement à fixer les caractéristiques de la race. Il est le père de près de 58 étalons,.

### XXesiècle
Malgré les deux guerres mondiales, l'Anglo-arabe n'a cessé de prendre de l'importance en France du début du XXe siècle jusqu'aux années 1980-1990. Son élevage traverse une crise depuis le début du XXIe siècle, mais il s'est développé dans d'autres pays.

#### Réorientation sportive

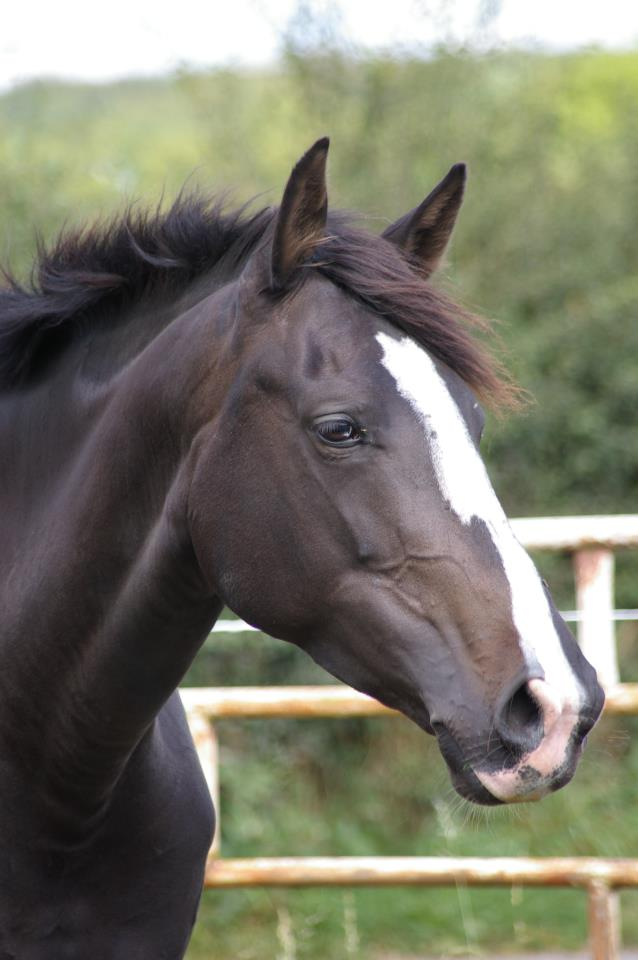
Soirée de Mels, jument poulinière Anglo-arabe (34,2 %) à l'élevage de Mels, Lamagdelaine, France.

Après avoir été populaire comme animal de remonte pour la cavalerie, il est élevé comme cheval de selle polyvalent, puis devient la première race chevaline française destinée aux sports équestres. Cette orientation se fait évidente durant la seconde partie du XXe siècle. Les Haras nationaux cessent leurs achats et leurs élevages à destination de la remonte militaire, Pompadour ayant fait saillir 1409 juments par des étalons Arabe ou Anglo-arabe en 1943, tandis qu'en 1950, le nombre de ces juments saillies est tombé à 158. Sur la même période, la moitié des étalons nationaux et huit neuvièmes des juments de la remonte militaire sont réformés.
Avant le développement du Selle français, l'Anglo-arabe est le cheval de sport français par excellence. Plus rapide que les divers demi-sang présents dans le pays, il est également plus développé que l'Arabe. Il s'illustre particulièrement en saut d'obstacles, après-guerre,. Le cheval Anglo-arabe type de cette période est de petite taille, doté d'un très fort coup de saut,. Certains étalons marquent particulièrement l'époque, en donnant naissance à des gagnants internationaux, comme Séducteur (né dans la Creuse en 1940), Nithard (né en 1948 au haras de Pompadour en Corrèze), Zéphir (né en 1950 à Sagnat) et Noroit (né en 1957 à Pompadour).
De 1940 à 1946, les règles d'admission au stud-book de l'Anglo-arabe sont légèrement assouplies en raison de la perte de nombreux chevaux pendant la guerre. En 1942, le stud-book de la race est ouvert aux chevaux issus de parents eux-mêmes Anglo-arabes, ou d'un croisement entre Arabe et Pur-sang. Le règlement d'élevage de la race, autorisant un cheval à être inscrit au stud-book de l'Anglo-arabe s'il présente au moins 25 % de sang Pur-sang ou Arabe, est redéfini en 1958, et inclut tous les anglos à moins de 25 % de sang Arabe au stud-book du Selle français. Il s'ensuit une diminution rapide des effectifs au profit de l'autre race de sport française, le SF, si bien que cette politique d'élevage est revue. Les juments possédant moins de 25 % de sang d'une des deux races deviennent des « facteurs d'Anglo-arabe », rattachées au livre généalogique de ce dernier. Les poulains qui naissent de ces juments facteurs d'anglo sont automatiquement réinscrits au livre généalogique de la race Anglo-arabe s'ils dépassent les 25 % de sang de l'une ou de l'autre des races parentes.

#### Des années 1970 aux années 1990
L'Anglo-arabe des années 1970 excelle tant en course hippique d'obstacles qu'en saut d'obstacles. La race n'a été orientée vers le complet que plus récemment. Dans les années 1970 et 1980, les acheteurs de la race donnent leur préférence aux chevaux de plus grande taille, provenant généralement du Limousin, au détriment des chevaux du Midi, bigourdans et palois, plus petits. Le Dr Jacques Sevestre s'est opposé à cette tendance, arguant qu'il n'existe aucune corrélation entre la taille et les performances sportives, tandis que la fréquence des accidents augmente significativement avec la taille et le poids du cheval. En 1976, l'Anglo-arabe français est reconnu comme race par la World Arabian Horse Organization (organisation mondiale du cheval arabe, WAHO), grâce notamment à Pierre Pechdo, ce qui permet de « blanchir » certains géniteurs Arabe utilisés en croisement chez la race, dont les origines étaient obscures. Par la même occasion, il fédère les éleveurs d'Anglo-arabe du Limousin et du Midi au sein de la Fédération Nationale des Éleveurs d'Anglo-arabes, qui organise sa première grande manifestation annuelle à Pompadour en 1979. En 1983 sont recensés 256 étalons Anglo-arabes, et 1 521 juments produisant pour la race. Le 1er septembre 1990, le stud-book français est partiellement rouvert aux apports de sang extérieurs. En 1992, un stud-book est ouvert en Uruguay.

### XXIesiècle
L'Anglo-arabe traverse une crise en France. La race est beaucoup moins visible sur la scène sportive internationale, et les nouvelles naissances chutent. Il est même considéré comme « menacé ». Entre 1976 et 2008, le nombre de naissances françaises a chuté de 50 %. Cette chute régulière des effectifs est devenue problématique pour les éleveurs, le nombre d'élevages ayant baissé de moitié entre 2001 et 2011. Les raisons sont à chercher dans le désengagement de l'État français via les Haras nationaux, le manque de moyens des éleveurs qui possèdent généralement de petites structures, la faible visibilité de la race à haut niveau de compétition en comparaison avec le Selle français, le manque de cavaliers professionnels de haut niveau dans le Sud-ouest, berceau de la race, et l'utilisation de poulinières Anglo-arabe pour la reproduction chez d'autres races de chevaux de sport. La diminution des effectifs aggrave progressivement le problème, les chevaux intéressants devenant de moins en moins nombreux avec la baisse des nouvelles naissances. Des tensions existent aussi au sein de l'association nationale de la race, l'ANAA (Association Nationale des éleveurs et propriétaires d'Anglo-Arabes).
Un rapprochement entre les différents pays d'élevage d'Anglo-arabes s'effectue pour pallier le « déficit d'image » de la race, dû au fait que les chevaux élevés dans d'autres pays que la France étaient comptabilisés comme « autres races » par la WBFSH. Néanmoins, la désaffection pour la race a profondément atteint le fief dit de l'« Anglo-arabie » autour d'Arnac-Pompadour, ancien site de production de chevaux de sport d'élite.

## Description

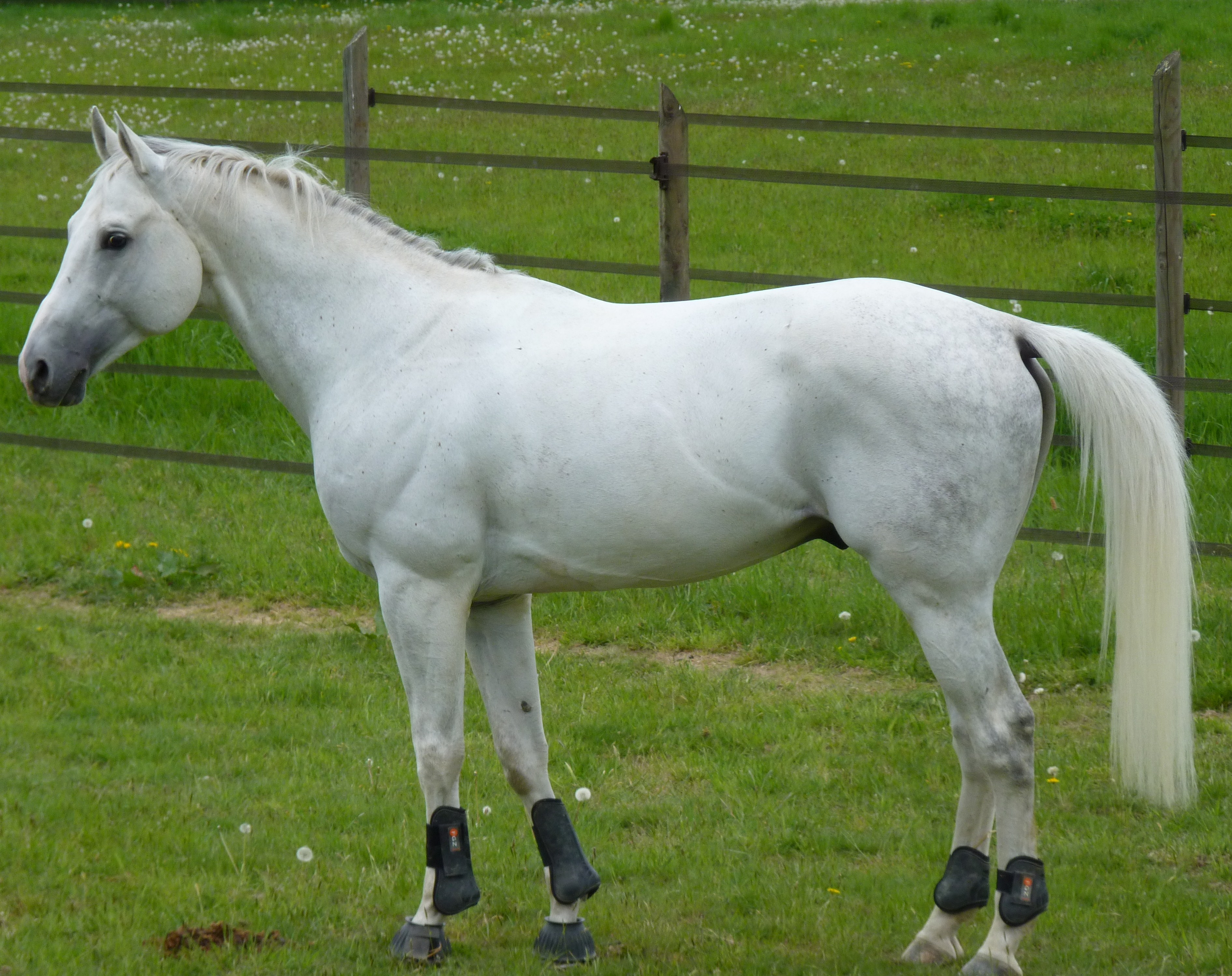
Étalon Anglo-arabe gris, au modèle.

L'élevage français de l'Anglo-arabe a deux orientations opposées, l'anglo de type course et celui de type sport.

### Morphologie
On caractérise généralement l'Anglo-arabe comme un bon cheval de selle polyvalent, très athlétique puisqu'issu lui-même de deux races dotées d'excellentes aptitudes sportives. Bien que son modèle puisse varier, il est toujours très harmonieux.
Distingué, souple, l'Anglo-arabe possède une locomotion brillante et un bon équilibre. Il est à l'origine un peu plus grand que l'Arabe, mais sa taille a eu tendance à augmenter, et les sujets de 1,66 m au garrot ne sont plus rares. Sa taille standard se situe au début du XXIe siècle entre 1,58 m et 1,65 m,. Dans les années 1970, l'Anglo-arabe français mesurait en moyenne entre 1,45 m et 1,60 m.

#### Tête

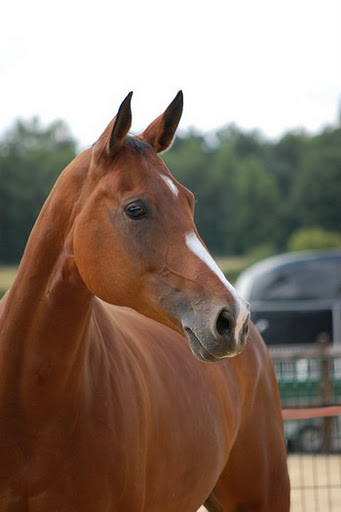
Tête de la jument Anglo-arabe Orphée du Lot, à 40,56 %.

Le profil de la tête est plutôt rectiligne, et tient généralement plus du Pur-sang que de l'Arabe,, mais il peut se montrer légèrement concave. C’est un cheval doté d'une petite tête fine et intelligente, d'yeux bien ouverts et expressifs, d'un front large et d'oreilles mobiles et alertes,. Le Dr Jacques Sevestre remarque que certains anglos peuvent présenter un profil légèrement convexe associé à un bout de nez et des membres fins, ce qui d'après lui dénote une expression des gènes du cheval Barbe, présents chez le Pur-sang.

#### Corps et membres
L'encolure est longue, parfois légèrement rouée, harmonieusement greffée. Le garrot est toujours très saillant et prolongé,, la poitrine est ample et profonde,, le poitrail toujours plus ouvert que chez le Pur-sang. L'épaule est longue et moyennement inclinée,, le passage de sangle est profond. Le dos est court ou moyennement long, droit et fort,, le rein est d'une longueur moyenne. La croupe est longue et horizontale, l'arrière-main est bien proportionnée. L'ossature générale est plutôt légère, avec de longs membres charpentés, forts, secs et bien musclés,, malgré leur apparence fine. Les sujets des années 1970 présentaient souvent des jarrets clos. La crinière et la queue sont fines et soyeuses.

### Robe
On rencontre toutes les robes simples chez la race, mais le bai, le bai-brun, l'alezan et le gris sont les plus fréquentes. La robe noire est plus rare. Les marques blanches, comme les balzanes, sont également assez fréquentes et autorisées sans restriction,.

### Tempérament et entretien
L'Anglo-arabe est un animal chic, volontaire, courageux et réactif, d'une grande intelligence. Noble, nerveux, c'est aussi un compagnon loyal et sincère, capable d'une grande générosité dans l'effort. Critiqué par le passé pour sa susceptibilité, ce trait de caractère tend selon Lætitia Bataille à se stabiliser grâce à la sélection bien qu'il reste réputé dans l'ensemble pour être sensible et capricieux. L'Anglo-arabe a beau montrer un caractère globalement plus facile que le Pur-sang, il n'en reste pas moins un cheval d'une grande finesse, doté d'une forte personnalité, qui requiert de ce fait un cavalier aguerri,, du tact, et une main fine.
Il est d'un entretien assez facile, bien qu'issu en partie d'une race (le Pur-sang) connue pour sa fragilité. Sur ce point, l'Anglo-arabe tient davantage de l'Arabe et présente généralement une plus grande résistance physique que ses deux ascendants.

### Fibres musculaires; diversité génétique
Plusieurs études ont été effectuées sur les fibres musculaires de l'Anglo-arabe. L'une d'elles révèle que les meilleurs chevaux de course de plat possèdent en moyenne 6 % de myosine rapide supplémentaire au niveau du fessier par rapport aux moins bons compétiteurs. Une deuxième, réalisée sur des chevaux de différentes races entraînés à l'endurance, montre que le pourcentage des fibres musculaires de type IIB oxydatif a augmenté de façon significative après l'entraînement des Anglo-arabes, tandis que les fibres de type I et IIA ont augmenté chez les chevaux d'autres races (Arabe et Andalouse), mais pas chez l'Anglo-arabe. Une autre conclut que la diversité génétique des Anglo-arabes français est faible, ou bien que le haut pourcentage de myosine rapide dans les muscles est une caractéristique de la race déterminée génétiquement : on mesure l'héritabilité de la myosine et dans ce cas précis, cela n'apporte pas énormément d'information du fait qu'il y a peu de variabilité, ce trait ayant déjà subi de fortes pressions de sélection avant l'apparition de la race. Concernant la diversité génétique, une étude réalisée sur toutes les races de selle françaises montre que le coefficient de consanguinité des AA nés entre 1989 et 1992 est de 1,17 %, soit relativement faible. Il a augmenté de 0,029 % entre 1974 et 1992. L'hétérozygotie de la race est elle aussi faible. Les raisons de cette faible consanguinité sont dues à l'ouverture partielle du stud-book et à la nature composite de la race, créée avec des ressources génétiques variées. L'Anglo-arabe est légèrement plus consanguin que le Selle français, dans la mesure où les races autorisées en croisement sont moins nombreuses.

### Sélection

Marque de l'Anglo-arabe.

Dans le monde de l'élevage, de grands noms ont marqué les lignées françaises et internationales, comme Dionysos II, Fol avril, et Inschallah ex Josselin. Un certain flou autour du programme de sélection de la race est vraisemblablement responsable de la chute des effectifs d'Anglo-arabes.

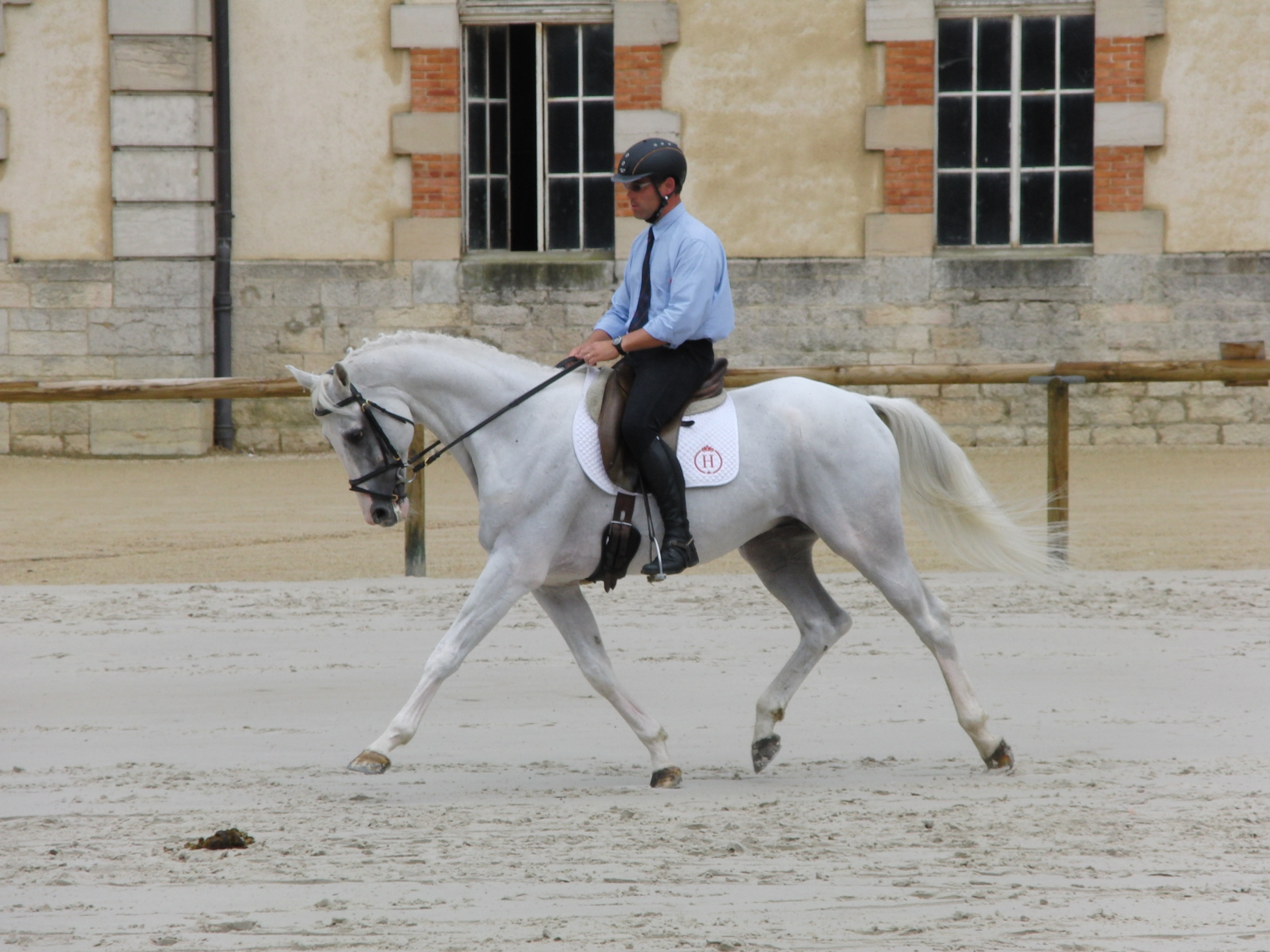
Étalon Anglo-arabe français monté au haras de Cluny.

Au sein de la race Anglo-arabe en France, il existe plusieurs terminologies et appellations pour différencier les animaux. Ces appellations sont liées au pourcentage de sang Arabe chez le sujet. On distingue ainsi les Anglo-arabes (AA), les Anglo-arabes de complément (AC), les Anglo-arabes de croisement (AACR) et les demi-sang Anglo-arabes (DSAA). Chez l'AA et l'AC, des étoiles accolées au sigle de la race (par exemple : *AA*) signifient que ces chevaux sont issus uniquement d'ascendants Pur-sang et Arabe. En dehors des terminologies, deux grandes sélections se distinguent au sein de la race, celle des chevaux de sport et celle des chevaux de course. Les chevaux de sport ont longtemps été choisis sur leur modèle et leurs origines, tandis que les chevaux de course le sont depuis toujours sur leurs performances. Du fait de la baisse des effectifs de la race observée en France, le plan de relance adopté en 2009 prévoit un encouragement aux saillies des juments en race pure.

#### Anglo-arabe
Les Anglo-arabes (AA) à proprement parler doivent posséder au minimum 25 % de sang Arabe et parmi eux, sont distingués les Anglo-arabes ayant au minimum 50 % de sang Arabe (les anglo-arabes « à 50 % » issus par exemple du croisement d'un Pur-sang anglais et d'un Pur-sang arabe) et les Anglo-arabes ayant au minimum 25 % mais moins de 50 % de sang Arabe (les anglo « à 25 % » issus par exemple du croisement d'un Anglo-arabe à 50 % et d'un Pur-sang),.
Ces catégories, peu utilisées dans le monde des sports équestres, sont importantes en courses : plus le pourcentage de sang arabe est faible, et donc le pourcentage de sang anglais élevé, plus le cheval est susceptible d'être rapide. Il existe donc des courses de plat séparées pour les Anglo-arabes dits « à 50 % » (ayant plus de 37,5 % de sang arabe) et les Anglo-arabes dits « à 25 % » (ayant entre 25 % et 37,5 % de sang arabe). Les Anglo-arabes de complément, c'est-à-dire ayant moins de 25 % de sang Arabe, ont longtemps couru avec tous les autres chevaux AQPS. Désormais, une nouvelle catégorie existe permettant d’intégrer des chevaux ayant entre 12,5 % et 25 % de sang arabe.

#### Anglo-arabe de complément
Les Anglo-arabes ayant moins de 25 % de sang arabe sont appelés des anglo-arabes de complément (AC) ; parmi eux, ceux possédant moins de 12,5 % de sang arabe reçoivent en plus la mention Autre que Pur-sang (AQPS) voire, sous certaines conditions, ils ne portent plus le nom d'Anglo-arabe mais simplement celui d'AQPS, qui est une race à part entière depuis 2005, avec son propre stud-book.

#### Anglo-arabe de croisement
Depuis janvier 2004, des chevaux très proches des AA sont appelés Anglo-arabes de croisement (AACR). Ne pouvant être inscrits au stud-book français du cheval Anglo-arabe, ces chevaux doivent posséder au minimum 12,5 % de sang arabe et, sauf exception, au minimum ¾ de leurs ascendants qui soient Pur-sang anglais, Pur-sang arabes ou Anglo-arabes. À partir de 2009, sont inscrits au registre de l'Anglo-arabe de croisement les produits ayant au moins 12,5 % de sang Arabe et issus du croisement d'une femelle Anglo-arabe, AQPS ou Anglo-arabe de croisement avec un étalon facteur d’Anglo-arabe de croisement.

#### Demi-sang Anglo-arabe
Les Anglo-arabes qui ont une faible proportion (maximum 1/16e) de chevaux autres que Pur-sang et Arabes parmi leurs ancêtres, sont appelés « demi-sang Anglo-arabes ». Ils bénéficient d'un registre spécifique. Depuis 2011, les poulains demi-sang Anglo-arabe doivent répondre aux critères suivants : avoir au minimum 25 % de sang Arabe, avoir au moins un ascendant PS, ne pas être inscriptible au stud-book de l'AA, et être issu d'un croisement d'un AA, PS, AQPS, Arabe ou demi-sang AA, et d'un reproducteur demi-sang AA. Le nouveau règlement a été approuvé le 5 avril 2013, il prévoit notamment l'inclusion d'anglos issus de croisements avec le Shagya ou d'autres races de sport dans cette section du demi-sang Anglo-arabe.

## Utilisations
L'Anglo-arabe est un cheval polyvalent qui est principalement utilisé dans les sports équestres. Grâce à une production orientée, il se distingue aussi dans les courses hippiques. Ce cheval est aussi très souvent utilisé en croisement.

### Sports équestres
L'Anglo-arabe est avant tout un cheval de sport. Son aptitude au saut et au galop, tout comme son élégance et sa résistance, en font un cheval de compétition adapté à de nombreuses disciplines. Des années 1950 aux années 1990, plusieurs chevaux Anglo-arabes ont foulé les pistes des plus grandes compétitions internationales et laissé leur empreinte dans le monde du sport.

#### Concours complet

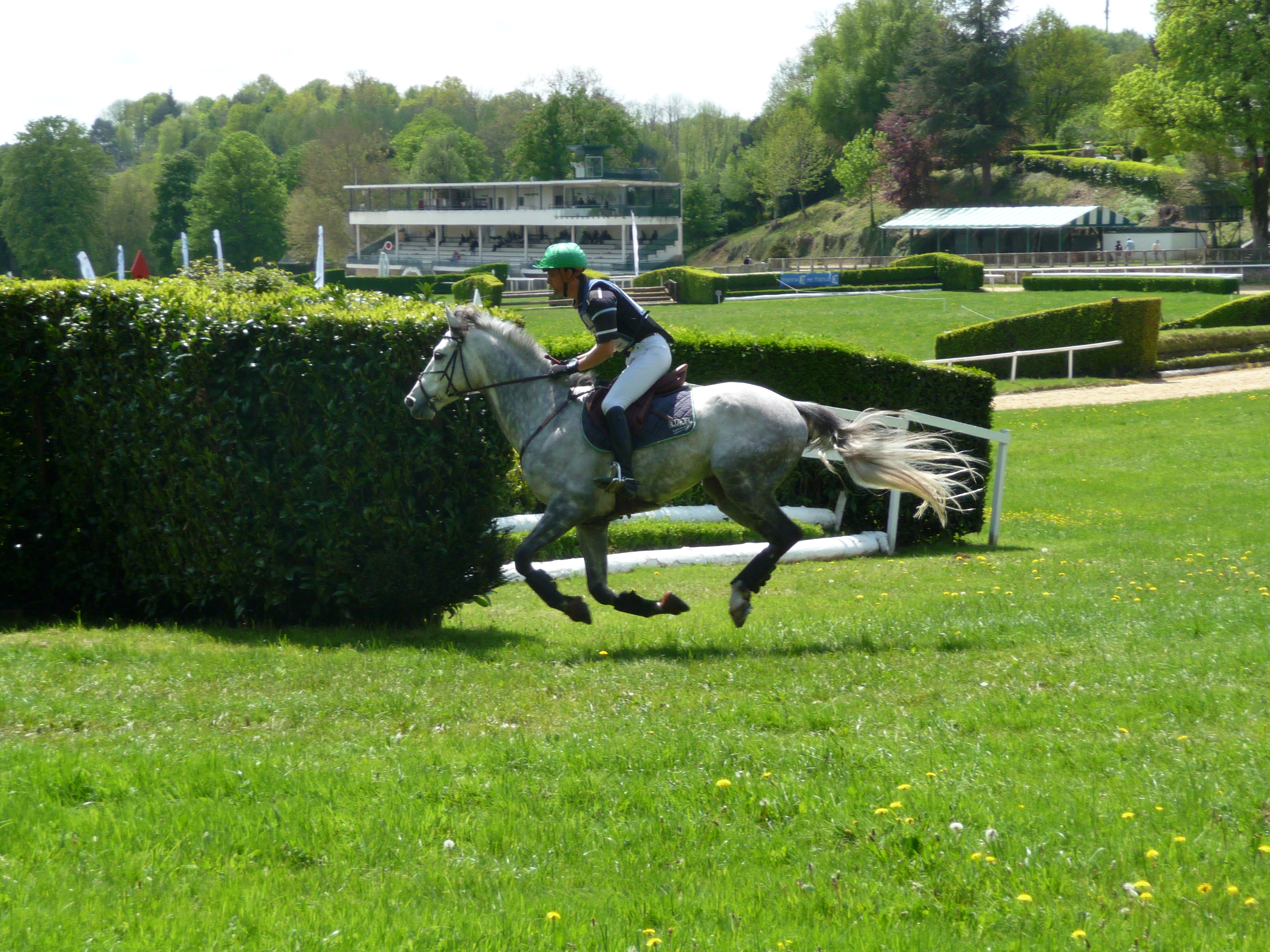
Nicolas Touzaint et O'Ryon de Cazeneuve, hongre Anglo-arabe à 44,75 % né en 2002, lors des Championnats de France de CCE Master Pro 2009 à Pompadour, en France.

Le concours complet est sa discipline de prédilection, sa rapidité, son endurance et sa réactivité font merveilles et la présence de la race jusqu'au plus haut niveau de compétition le prouve,. Les compétiteurs apprécient aussi sa grande agilité et son respect des barres, qui compensent son manque de force et son caractère parfois susceptible.
Tourbillon, né en 1941, a fait partie de l'équipe de France de la discipline. Twist la Beige, né en 1985, a été champion d'Europe et performer international sous la selle de Jean-Lou Bigot. Au début des années 2000, Crocus Jacob a réalisé d'excellentes performances sous la selle de Jean-Luc Force bien que l'or olympique lui ait échappé à Athènes en 2004. Par contre, Débat d'Estruval, Anglo-arabe de complément monté par Didier Courrèges, a fait partie de l'équipe de France médaille d'argent à Athènes.
En 2013, le stud-book de l'Anglo-arabe se classe au quinzième rang mondial des races dans la discipline. En 2012, deux Anglo-arabes de croisement ont remporté le championnat de France des jeunes chevaux de complet. L'Anglo-arabe de croisement est désormais plus réputé en complet que les anglos purs, en raison de la hauteur des obstacles et de la technicité du cross, les courants de sangs disponibles en AA étant moins intéressants. Les cavaliers professionnels de complet recommandent d'ailleurs le croisement pour maintenir les performances de la race dans cette discipline, les anglos pouvant manquer de force et d'allures.

#### Obstacle

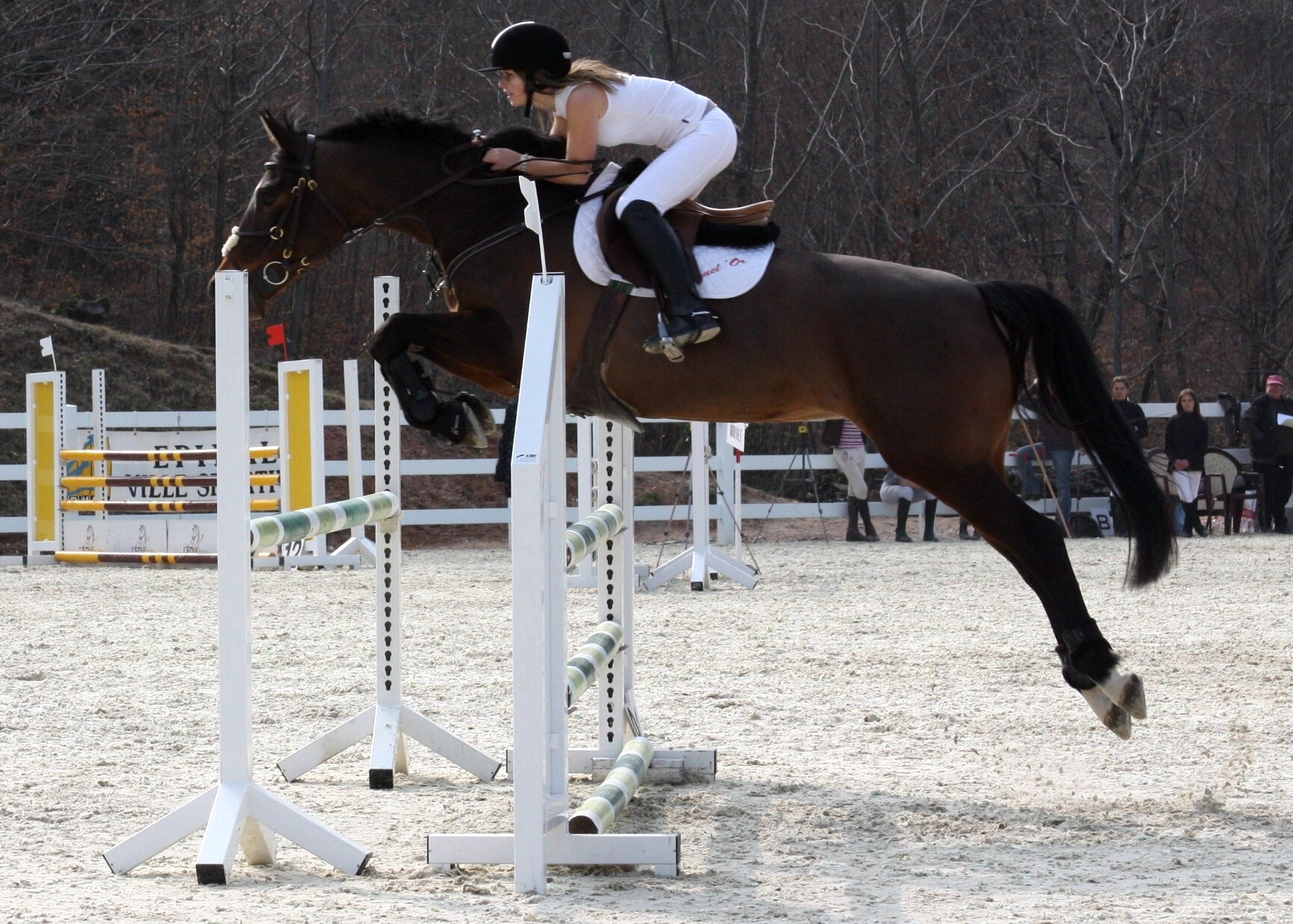
Jument Anglo-arabe (à 45,78 %) en saut d'obstacles.

Ses qualités de sauteurs sont aussi fort appréciables en saut d'obstacles et de nombreux champions des années 1950, comme Pierre Jonquères d'Oriola, aux années 1980, par exemple Philippe Rozier, montent des chevaux de race Anglo-arabe. Ali Baba, né en 1941, est l'un des Anglo-arabes de sport les plus connus. Monté par Pierre Jonquères d'Oriola, il a été champion olympique de saut d'obstacles en 1952. Ryon d'Anzex, né en 1983, performer international de saut d'obstacles, a participé aux Jeux Olympiques de Barcelone en 1992. Jiva, sous la selle de Philippe Rozier, a participé aux Jeux olympiques de 1984 à Los Angeles et a été vice-championne d'Europe par équipe en 1987. Flambeau C, parfois qualifié de Selle français et parfois d'Anglo-arabe, a obtenu l’or par équipe à Dublin en 1982, l'argent par équipe aux Championnats d’Europe en 1987 et le bronze à Séoul en 1988. Mokkaido, né en 1978, et Rheingold de Luyne, né en 1984, sont tous deux performers internationaux de saut d'obstacles et ont participé aux Jeux olympiques de 1996 à Atlanta. Dilème de Cèphe, avec Bruno Broucqsault, a obtenu d'excellents résultats en 2003 et 2004 mais, blessé à Athènes, n'a jamais repris la compétition.
Désormais, en saut d'obstacles, le Selle français est souvent préféré à l'Anglo-arabe. En raison de la hauteur des obstacles, l’Anglo-arabe manque de taille.

#### Dressage

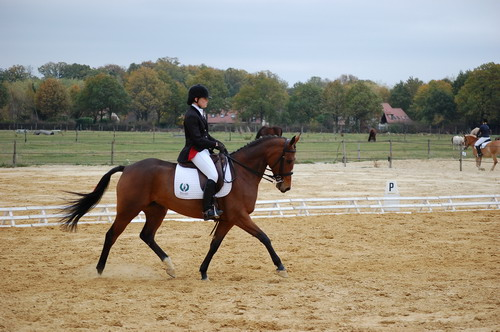
Anglo-arabe en concours de dressage.

Il plait également en dressage, discipline dans laquelle il est bien représenté sur les terrains de concours, mais pas à haut niveau, car il ne peut concurrencer la taille et les allures spectaculaires des chevaux du Nord.
En France, le colonel Edmond Wattel (1878-1957), écuyer du Cadre noir, a laissé un profond souvenir à son public grâce au dressage de son Anglo-arabe Rempart, le « cheval de sa vie ».

#### Endurance, attelage et autres disciplines

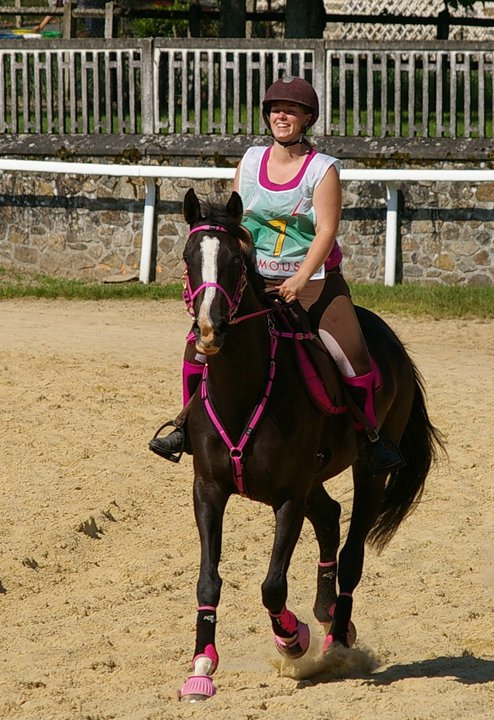
Anglo-arabe en endurance.

L’endurance est adaptée à l’Anglo-arabe, mais pour cette discipline, il convient de privilégier les chevaux avec un pourcentage élevé de sang Arabe. Quelques-uns de ces chevaux concourent en attelage en France, notamment avec Frédéric Bousquet qui apprécie leurs qualités de « soumission, locomotion et allures ».

### Courses hippiques
Il existe également une production Anglo-arabe orientée vers les courses hippiques,. De par son physique athlétique, l'Anglo-arabe s'illustre aussi bien dans les courses de galop que dans les courses d'obstacles,. Il dispose, dans le quart Sud-ouest de la France, d'un programme bien doté de courses dans les deux disciplines,, les hippodromes de Pau, de Tarbes et de Pompadour lui proposant des courses réservées. Il se mesure souvent avec succès aux autres races de chevaux (Pur-sang et Selle français de type AQPS) dans les courses d'obstacles. Ainsi, l'AQPS Sizing France, vainqueur du prix de l'Yonne à Auteuil et possédant 3,125 % de sang arabe, descend d'un étalon Arabe tunisien.
Les courses d'Anglo-arabes françaises sont divisées en deux catégories, celle des anglos de complément possédant entre 12,5 % et 37,5 % de sang PS, et celle des anglos à plus de 37,5 %. Elles commencent à s'exporter dans d'autres pays, en particulier autour du bassin méditerranéen, par exemple au Maroc depuis 1995. Contrairement au secteur des chevaux de sport, l'effectif des Anglo-arabe de course en France est relativement stable, estimé à 400 chevaux environ début 2013.

### Croisements

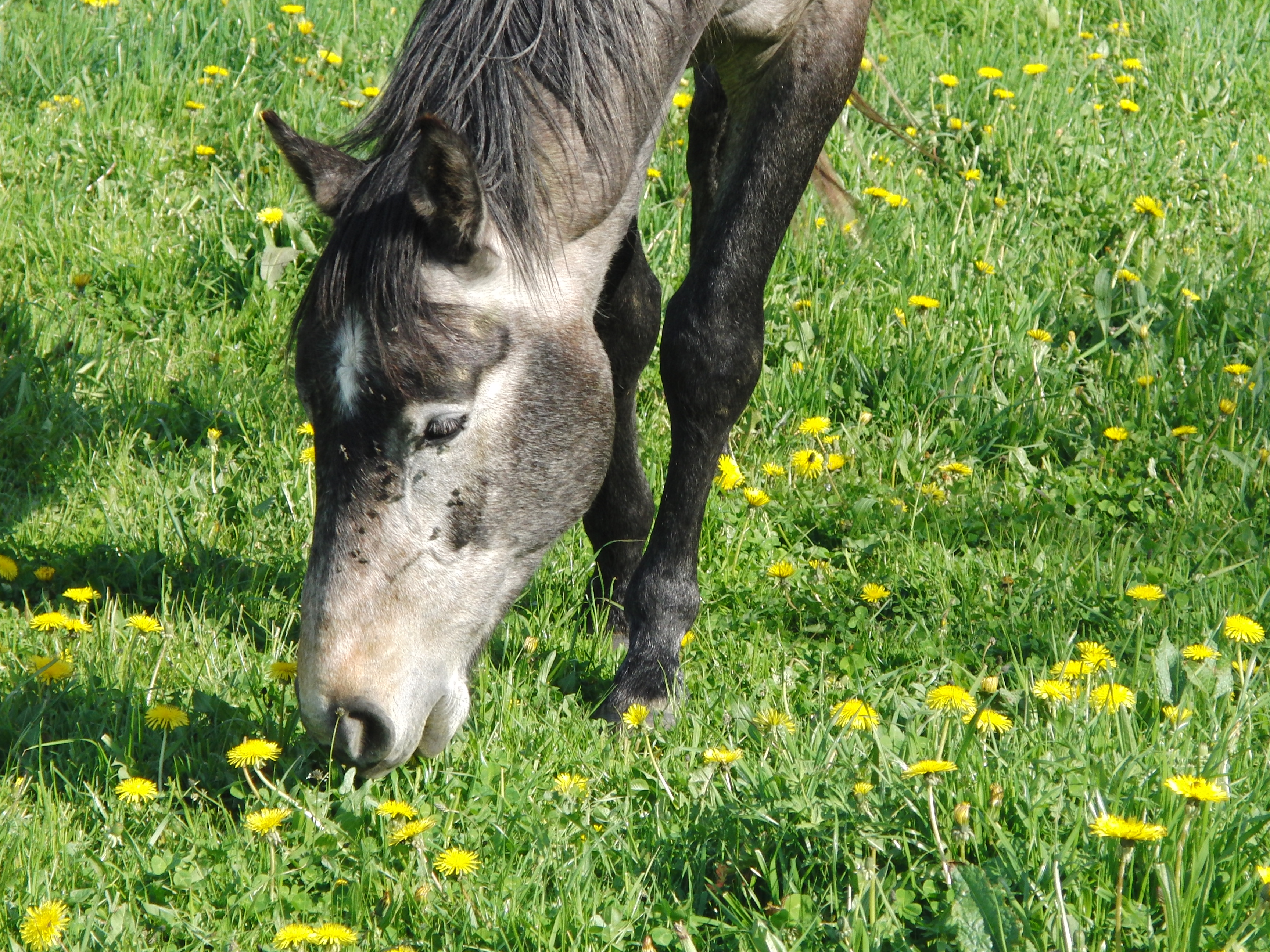
Jeune mâle selle français dont le père est anglo-arabe.

L'Anglo-arabe est aussi très fréquemment utilisé pour croiser avec d'autres races de chevaux de sport. Il a ainsi très largement participé au développement du Selle français,. Il est reconnu par les autres stud-books européens comme améliorateur de race, et est recherché pour son élégance, sa réactivité, mais surtout son apport de sang qui donne de l'influx nerveux à sa descendance. Ainsi l'étalon français Zeus, né en 1972, a fortement imprégné le stud-book du KWPN. Inschallah ex Josselin, né en 1968, a longtemps été l'un des géniteurs les plus recherchés pour la production de chevaux de dressage en Allemagne. Dopé Doux, cheval multi-titré enregistré comme Selle français et monté par Marie-Christine Duroy, est issu d'une mère anglo. Plus récemment, Gazelle de la Brasserie, jument issue d'une mère Anglo-arabe et enregistrée au stud-book du demi-sang suisse, a participé aux Jeux olympiques de Londres. En France, le nombre des étalons AA employés en croisement diminue, tandis que celui des juments croisées avec du SF augmente. La situation peut s'expliquer du fait que les chevaux issus d'une mère anglo sortent davantage en compétition et sont plus performants que ceux issus d'un père anglo.

### Équitation d'extérieur, loisirs et réforme
D'après son association de race, l’Anglo-arabe est également un bon cheval de selle, en équitation d'extérieur ou de loisir. Il convient aux personnes qui recherchent un cheval de loisir fin. Dans les faits, il est toutefois peu apprécié en raison de sa réputation tenace d'animal caractériel. D'après une éleveuse et propriétaire de centre équestre, ces derniers les refusent le plus souvent pour l'enseignement des cavaliers débutants. La réforme de ces chevaux, surtout ceux issus des courses au tempérament plutôt « chaud », peut s'avérer problématique pour une utilisation par les débutants. Les professionnels assurent cependant que l'Anglo-arabe convient bien aux cavaliers maîtrisant leurs aides.

## Diffusion de l'élevage

Logo de l'Association Nationale des Éleveurs et propriétaires d’Anglo-arabes.

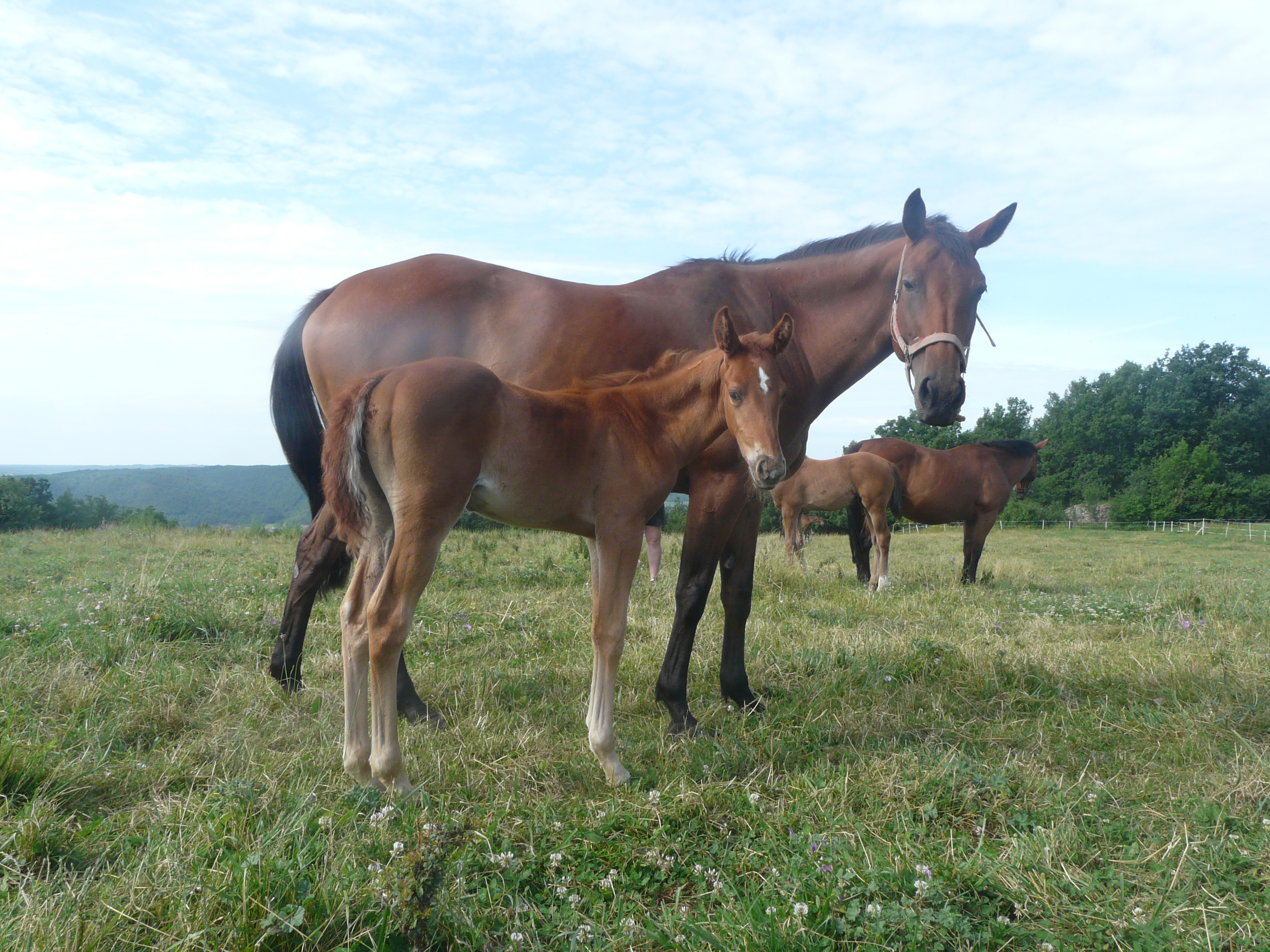
Poulinière Anglo-arabe et son poulain.

En France, l’ANAA (Association Nationale des Éleveurs et propriétaires d’Anglo-Arabes), agréée par le ministère de l’agriculture, s'occupe de fédérer les éleveurs, propriétaires et utilisateurs de ces chevaux, de gérer le règlement du stud-book, et d'effectuer la promotion de la race. Des concours d'élevage sont organisés en septembre à Fontainebleau, Saumur, Uzès et Pompadour, les rencontres internationales de la race ayant lieu en octobre au haras national de Tarbes (et à l'hippodrome voisin) et au mondial du Lion.
Les zones d'élevage traditionnelles se situent dans le Sud-ouest, dans les régions Aquitaine, Limousin et Midi-Pyrénées autour des haras de Pau, Saintes, Tarbes, Villeneuve-sur-Lot, Aurillac, Rodez, Uzès et Pompadour. Ce dernier tient depuis deux siècles un rôle de sanctuaire pour la race. Il gère une jumenterie nationale consacrée à l'élevage de l'Arabe et de l'Anglo-arabe. La race est également élevée en assez grand nombre dans les circonscriptions de Compiègne, d'Angers et du Pin, et même en Corse. Il existe des étalons Anglo-arabe dans toutes les circonscriptions.
Certains élevages sont très anciens, c'est le cas de Dumont-Saint-Priest, qui a acquis ses premières juments en 1855, et élève depuis plus de 150 ans des Anglo-arabes de type limousin. De manière générale, le Limousin s'est spécialisé dans les chevaux de sport équestre (en particulier de saut d'obstacles) tandis que le Midi donne surtout des Anglo-arabe de course. La région autour de Laloubère, dans la banlieue de Tarbes, est d'ailleurs surnommée « l'anglo-arabie ».
En 2008, 80 % des poulinières sont saillies pour produire dans la race,. En 2009, 1 111 éleveurs produisent de l'Anglo-arabe.
En 2008, on recense 993 naissances Anglo-arabes, soit 7 % du total des naissances des races françaises de chevaux de selle. En 2009, 2 232 juments AA ont été saillies et 1 481 juments ont été saillies pour produire de l'Anglo-arabe. On compte également 110 étalons AA en activité cette même année. Un nombre croissant de poulinières AA produit en croisement au profit d'autres races.
| Année                          | 2000 | 2005 | 2006 | 2007 | 2008 | 2009 | 2010 | 2011 | 2012 | 2013 |
| ------------------------------ | ---- | ---- | ---- | ---- | ---- | ---- | ---- | ---- | ---- | ---- |
| Nombre de naissances en France | 1484 | 1559 | 1235 | 1114 | 1003 | 943  | 864  | 693  | 656  | 520  |

En 1993, le recensement de la France transmis à la FAO fait état d'au moins 6 815 anglos présents dans le pays.